# Estación Beccar
Beccar es una estación ferroviaria ubicada en la ciudad homónima, en el partido de San Isidro, Gran Buenos Aires, Argentina.

## Servicios
Es una estación intermedia del servicio eléctrico metropolitano de la Línea Mitre que se presta entre las estaciones Retiro y Tigre.

## Historia
La estación fue habitada en 1933 sobre la vía perteneciente a la compañía Ferrocarril del Norte de Buenos Aires.

## Imágenes

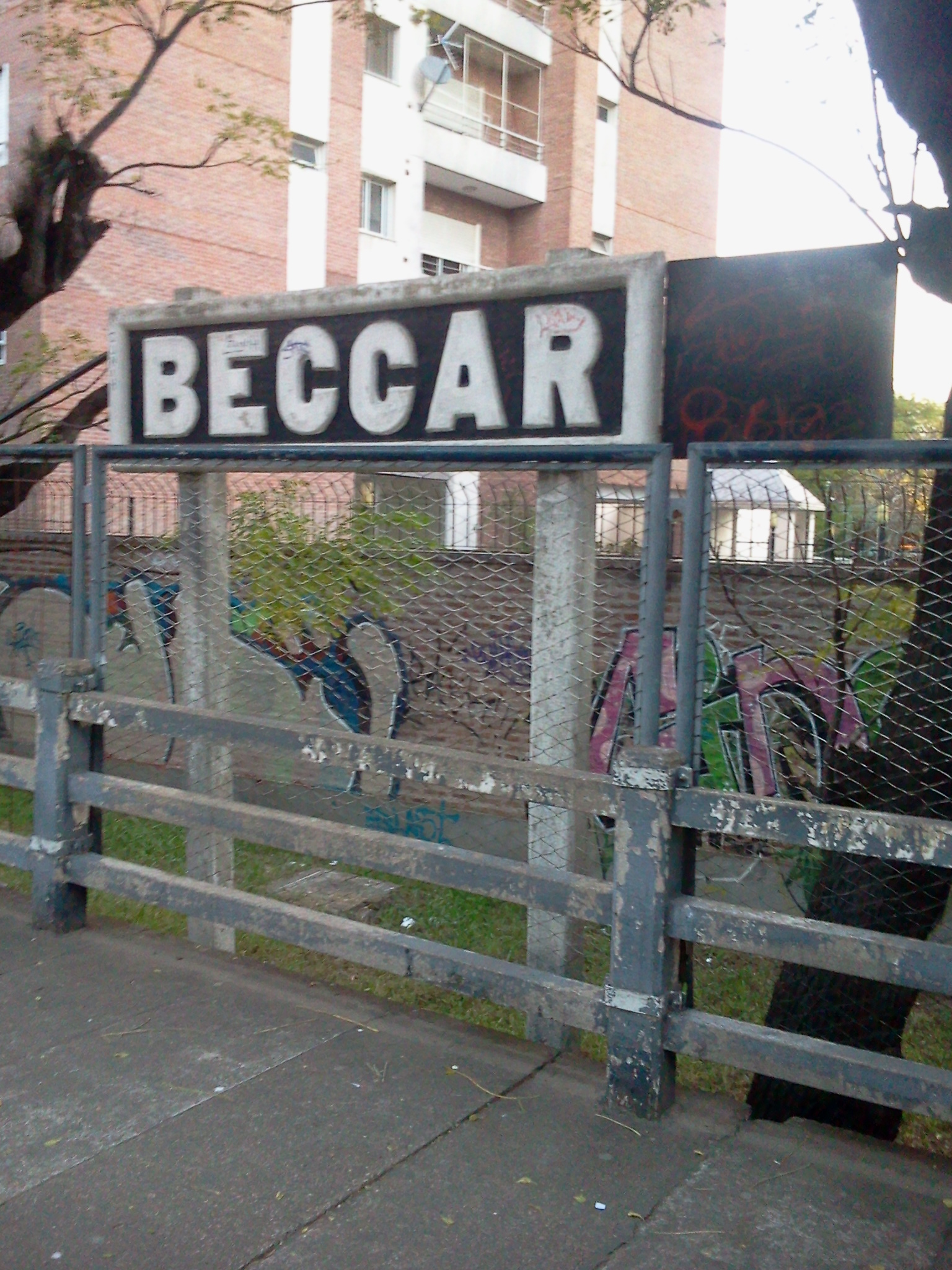
Nomenclador
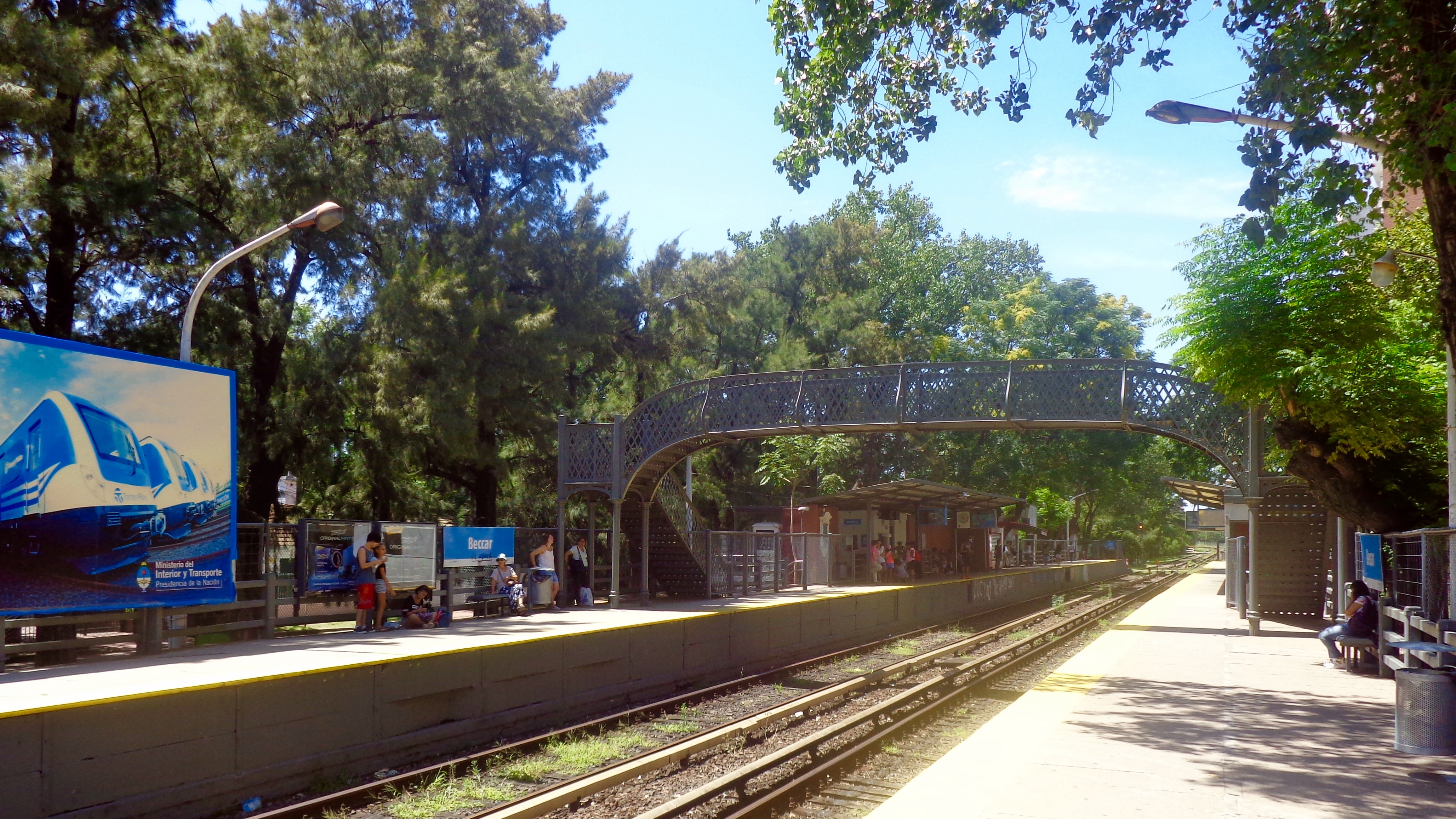
Vista hacia el sur
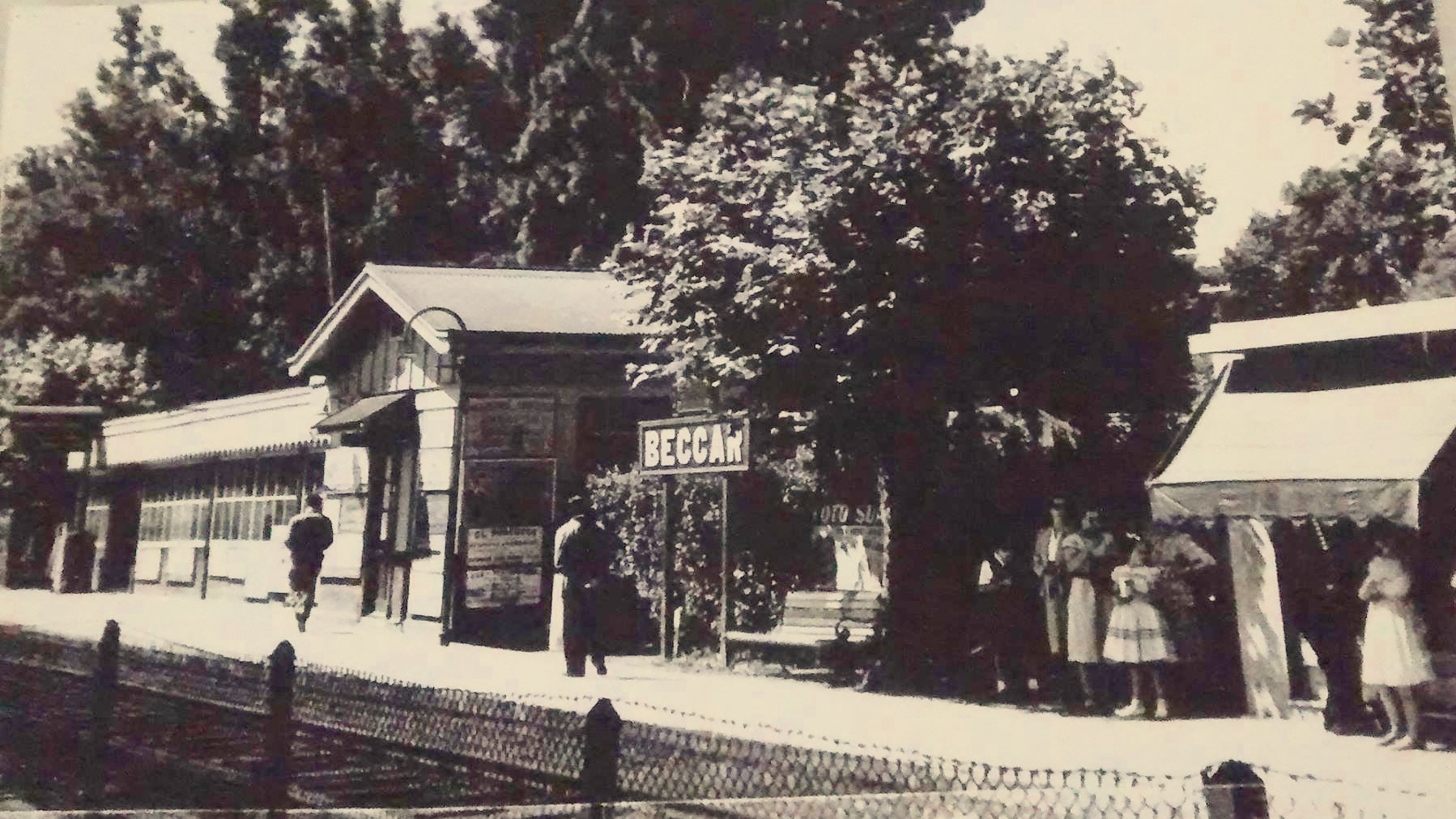
Estación Beccar Año 1957